# 臺中放送局
24°09′00″N 120°41′27″E / 24.149890°N 120.690711°E
臺中放送局，為臺灣臺中市北區建於1935年的廣播電台，戰後時期作為中國廣播公司台灣廣播電台（中廣台灣台），今列台中市歷史建築以展覽作活化。

## 建築

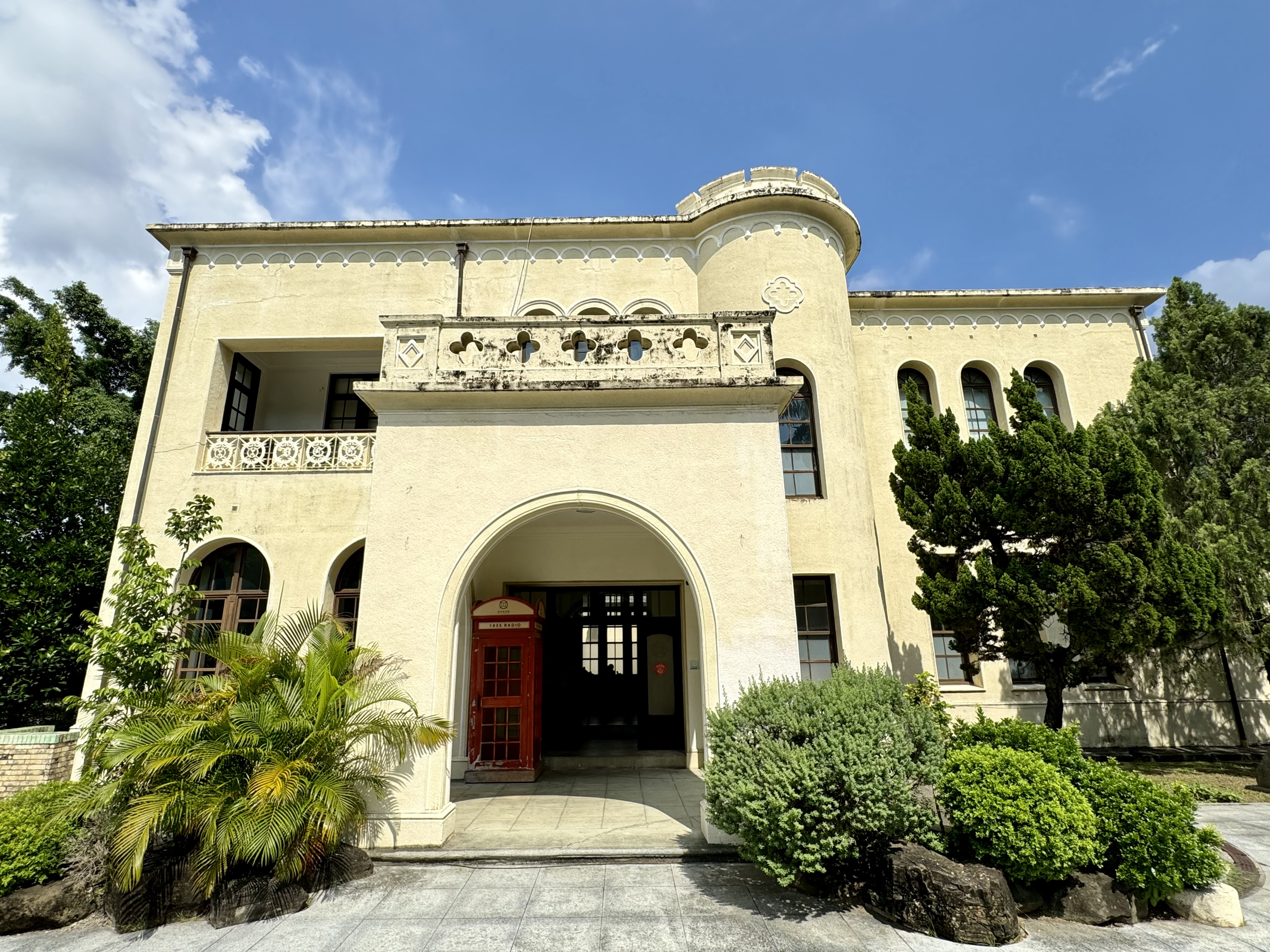
圓拱入口

臺中放送局整體面積4261平方公尺，入口設有配備機槍的哨亭與防空洞，主建物外觀暖黃色，建物分前後棟，屋頂鋪設鐵灰色的日式屋瓦。
臺中放送局樣貌立面仿羅馬風格，與簡化哥德風格。因以大比例圓拱入口配合大面平拱窗、細長的圓拱窗、雉堞式女兒牆，加上中央圓筒形梯間，外觀便似歐式城堡。二樓陽台外側紋飾有中國廣播公司「BCC」標誌，兩旁分別是日治時期的台中市市徽。修飾融合巴洛克、羅馬、伊斯蘭教幾何圖案。像臺中放送局具有歐式風貌，卻不屬於歐洲常見歷史傳統，被歸為過渡式樣建築。
臺中放送局有林蔭漾然的日式庭園。中庭種滿鳶尾花的池塘，能在斜陽照耀出此建築的倒影。
中華民國各縣市歷史建築十景票選期間，2001年9月20日，台中市政府文化局公布台中放送局為名單之一。10月5日，台中放送局與寶覺禪寺共列第8名。
偶像劇《下一站幸福》女主角練琴的聖德堂、《福氣又安康》裡的福滿醫院，都是在此取景。

## 歷史

### 早期使用

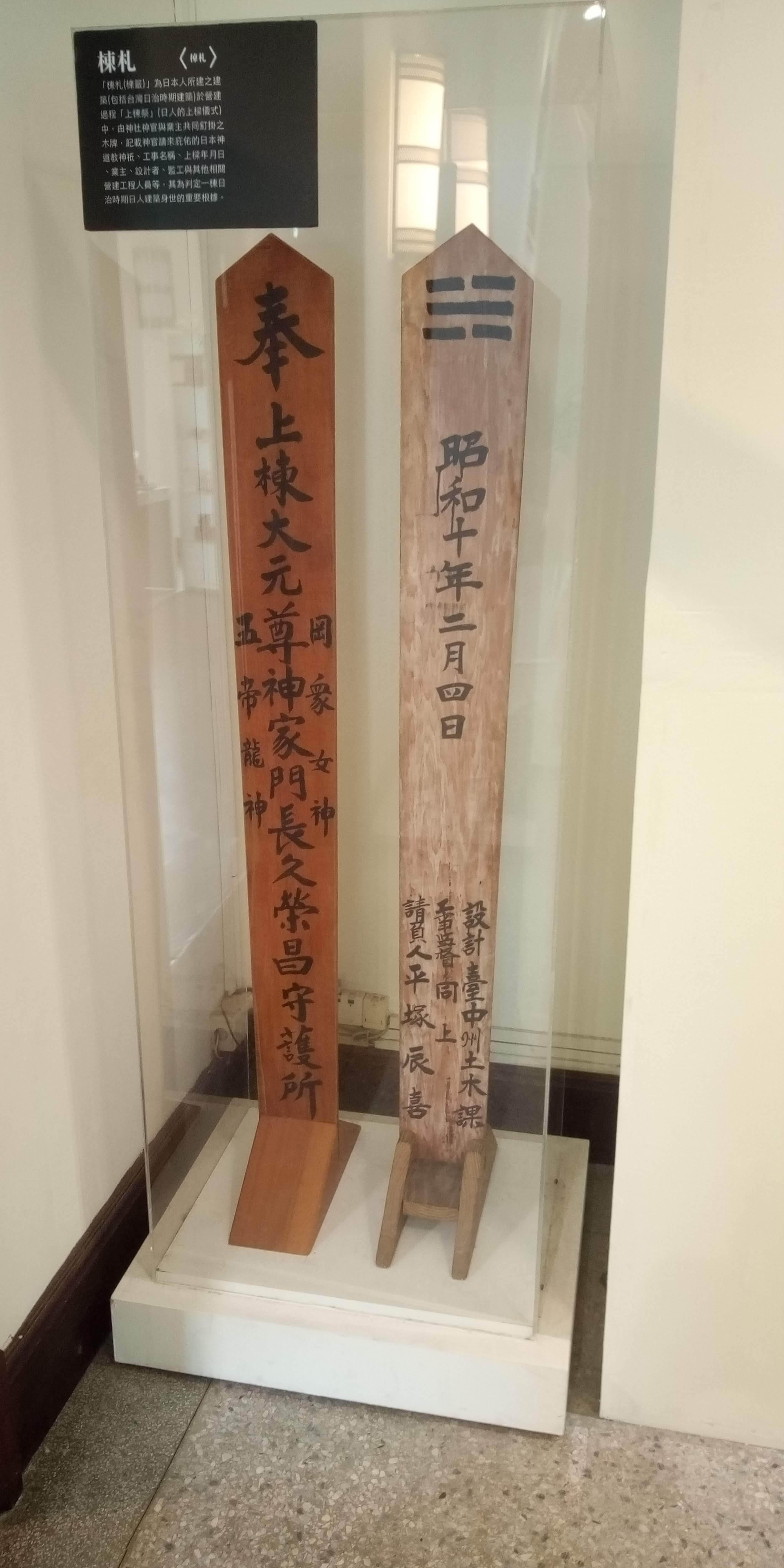
臺中放送局棟札

臺中放送局成立年代為全臺灣僅次於台北放送局、台南放送局。1935年5月11日，臺中放送局啟用。他們並且在建物1公里外的台中公園日月湖畔設置廣播電臺放送亭。
1945年11月，改作為中廣台灣台，門牌號碼“電台街1號”是該街唯一的門牌。曾主持中廣流行網節目「午餐的約會」的藝人張信哲喜好此建物與內部的木質傢俱，因此曾對中廣表達想買下來住的願望。1998年，臺中市市長張溫鷹將其收回作市產；該年5月5日，中廣台灣台搬至大安國際大樓35樓。2000年7月12日，臺中市環境保護局清潔隊搬至臺中放送局。

### 展開修護

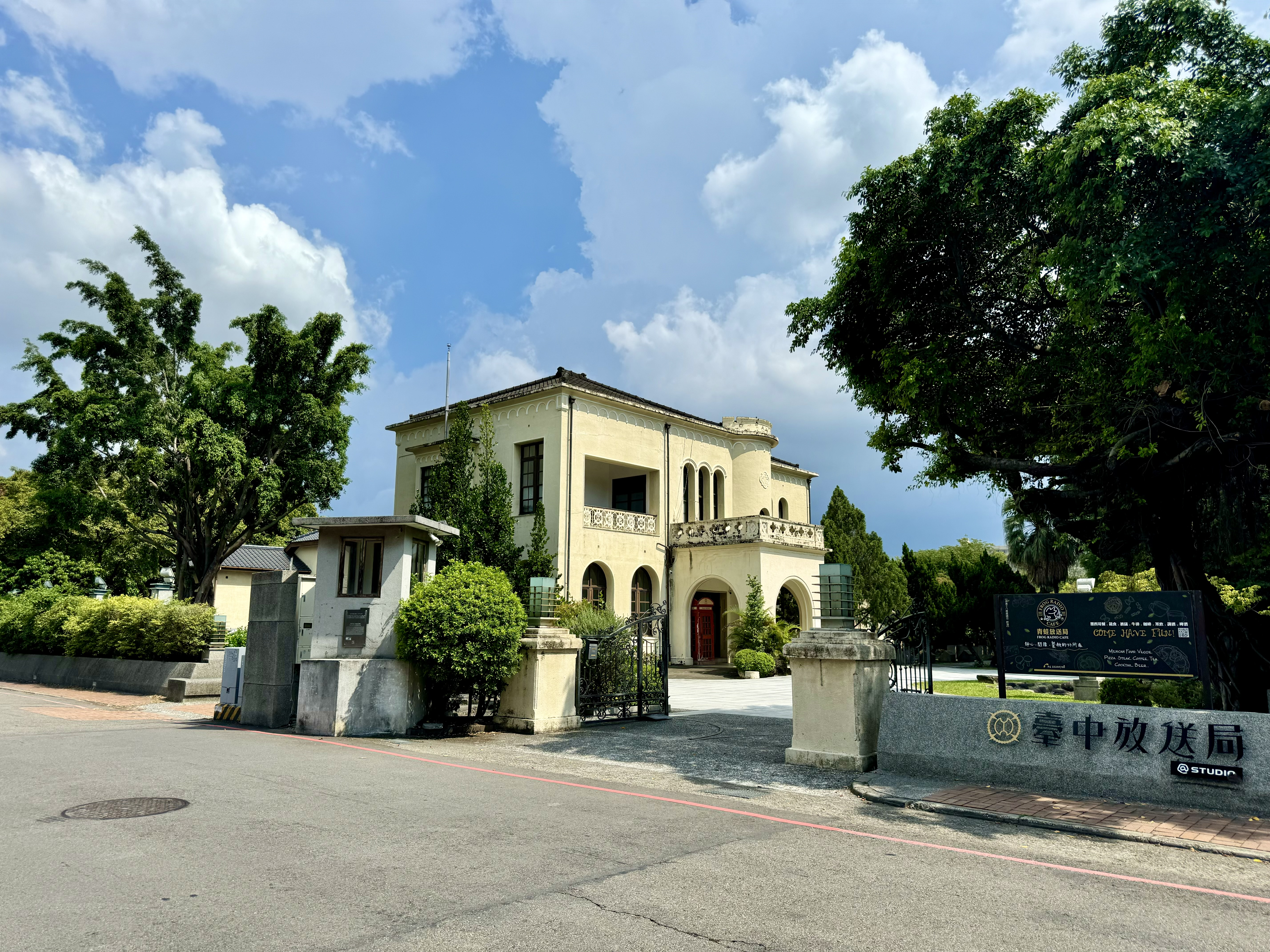
入口

臺中放送局建築物木構造因年久毀壞、屋頂漏水，又遇到九二一地震而受損。原先臺中市政府計畫作為2001年4月1日成立的台中市風景區管理所辦公室，但因龐大的修繕費用而作罷。
2003年3月20日，台中市文化局評選建築師出爐，由陳柏年負責修護臺中放送局。2003年9月，以新台幣2200萬元進行修復。修護時，因文物保存處理不當，臺中市議員廖佩春、蔡錦隆在2003年11月4日緊急提案要求政風室徹查。2004年9月，工程完成。

### 文資活化

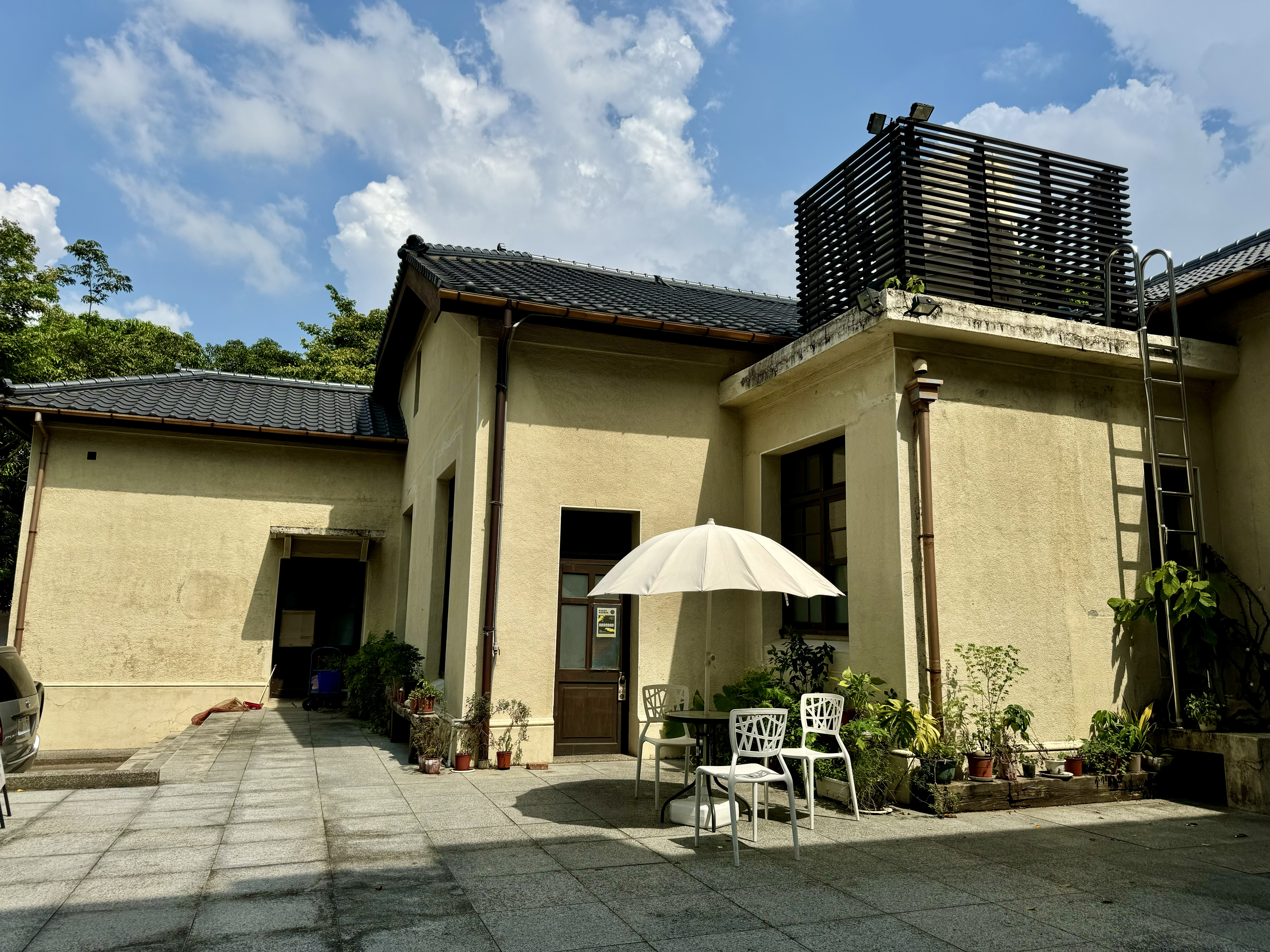
右庭

臺中放送局為台中市政府文化局繼市長公館之後，第2處開放作文資活化的場地。台灣山岳文教協會首任理事長吳夏雄認為台中放送局離台中體育場、棒球場、游泳池相近，因此想與維他露基金會董事長許金合作，爭取作山岳博物館，以和附近結合成體育文教園區。
2003年1月10日，台中市副市長蕭家旗表示，將規劃台中放送局作台灣山岳博物館，室內作設計展示、行政、研究和教育空間，戶外則為人工岩場、山野技能訓練場等。3月26日，台中市政府文化局在歷史建築修復與再利用說明會提出歷史街區的構想，計畫將台中放送局、文英館、市長公館列為「雙十路水源地一帶體育文教園區」。但作為山岳博物館的構想，在同日受到莊乃慧、范淞育、廖佩春、楊正中、劉士州等臺中市議員反對。
之後，建築師陳柏年建議將臺中放送局規畫為「當代影像博物館」。2005年7月29日，台中市長胡志強、文化局長黃國榮和大千電台董事長賴茂州等人剪綵活化啟用儀式。2011年5月22日，改由永進木器廠經營。2015年11月25日，@Stusio文創公司接手。2023年7月，張溫鷹女兒、台中市議員陳俞融認為，台中放送局雖仍持續舉辦展覽、講座、市集，但未與周遭歷史文化建築串聯，導致和其他文創市集差異不大。

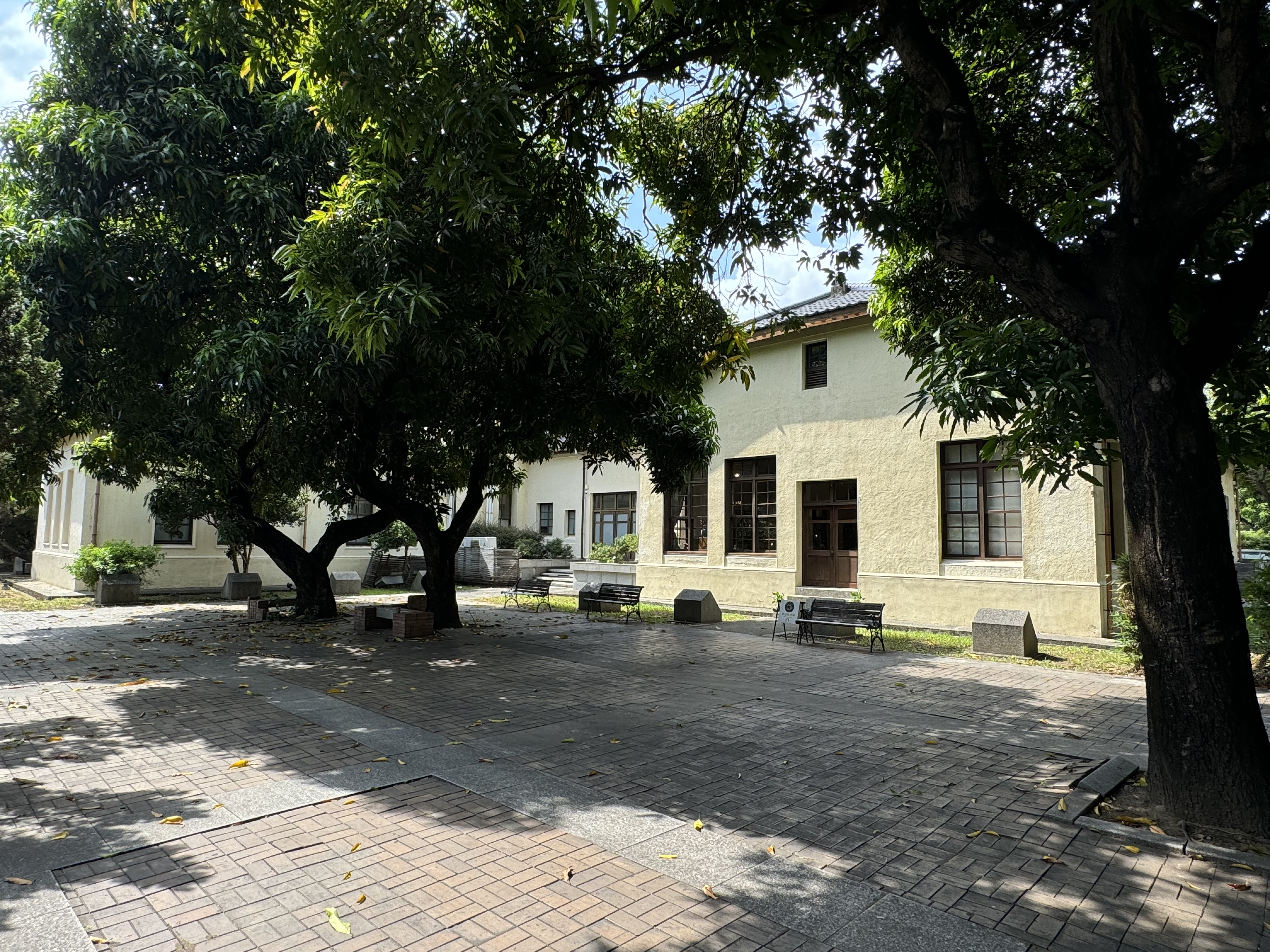
左庭